# Asellus kumaensis
Asellus (Asellus) kumaensis là một loài chân đều trong họ Asellidae. Loài này được Matsumoto miêu tả khoa học năm 1960.